# Räätsma
Räätsma järv (est. Räätsma järv) – jezioro w gminie Illuka, w prowincji Virumaa Wschodnia, w Estonii. Położone na obrzeżach wsi Konsu. Ma powierzchnię 15,8 hektara, linię brzegową o długości 2840 m, długość 1230 m i szerokość 260 m. Jest jednym z 42 jezior wchodzących w skład pojezierza Kurtna (est. Kurtna järvestik). Sąsiaduje z jeziorami Konsu, Kurtna Saarejärv, Kurtna Nõmme, Peen-Kirjakjärv.